# Llista dels presidents dels Consells Regionals de França
Aquesta pàgina és una llista dels actuals presidents de la regions franceses. Les regions de dret comú (és a dir, com Còrsega i les regions d'ultramar) són dirigites per un president de Consell Regional.
Abreviatures : AD = Archipel demain; CE = Calédonie ensemble; DVG = Divers gauche; PCF = Partit Comunista Francès; PS = Partit Socialista; PRG = Partit Radical d'Esquerra; PPM = Partit Progressista Martiniquès; UMP = Unió pel Moviment Popular; TTA = O Porinetia To Tatou Ai'a.

## Regions metropolitanes
| Nom, partit polític i data naixement | Nom, partit polític i data naixement | Nom, partit polític i data naixement | Consell Regional          | En càrrec des de      | Data de primera elecció (per sufragi universal) |
| ------------------------------------ | ------------------------------------ | ------------------------------------ | ------------------------- | --------------------- | ----------------------------------------------- |
| -                                    |                                      |                                      |                           |                       |                                                 |
| UMP                                  | Philippe Richert (22/5/1953)         | Philippe Richert                     | Alsàcia                   | 26 de març de 2010    | 2010                                            |
| PS                                   | Alain Rousset (16/2/1951)            |                                      | Aquitània                 | 20 de març de 1998    | 1998                                            |
| PS                                   | René Souchon (12/3/1943)             |                                      | Alvèrnia                  | 18 de gener de 2006   | 2010                                            |
| PS                                   | Laurent Beauvais (24/6/1952)         | Laurent Beauvais(24/6/1952)          | Baixa Normandia           | 3 d'abril de 2008     | 2010                                            |
| PS                                   | François Patriat (21/3/1943)         | François Patriat(21/3/1943)          | Borgonya                  | 2 d'abril de 2004     | 2004                                            |
| PS                                   | Jean-Yves Le Drian (20/6/1947)       | Jean-Yves Le Drian(20/6/1947)        | Bretanya                  | 2 d'abril de 2004     | 2004                                            |
| PS                                   | François Bonneau (12/10/1953)        |                                      | Centre                    | 7 de setembre de 2007 | 2010                                            |
| DVG                                  | Jean-Paul Bachy (30/3/1947)          |                                      | Xampanya-Ardenes          | 2 d'abril de 2004     | 2004                                            |
| PS                                   | Marie-Guite Dufay (21/5/1949)        | Marie-Guite Dufay(21/5/1949)         | Franc Comtat              | 5 de gener de 2008    | 2010                                            |
| PS                                   | Alain Le Vern (8/5/1948)             | Alain Le Vern(8/5/1948)              | Alta Normandia            | 30 de març de 1998    | 1998                                            |
| PS                                   | Jean-Paul Huchon (29/7/1946)         | Jean-Paul Huchon(29/7/1946)          | Illa de França            | 24 de març de 1998    | 1998                                            |
| DVG                                  | Georges Frêche (9/7/1938)            | Georges Frêche(9/7/1938)             | Llenguadoc-Rosselló       | 2 d'abril de 2004     | 2004                                            |
| PS                                   | Jean-Paul Denanot (24/4/1944)        |                                      | Llemosí                   | 2 d'abril de 2004     | 2004                                            |
| PS                                   | Jean-Pierre Masseret (23/8/1944)     | Jean-Pierre Masseret(23/8/1944)      | Lorena                    | 2 d'abril de 2004     | 2004                                            |
| PS                                   | Martin Malvy (24/2/1936)             | Martin Malvy(24/2/1936)              | Migdia-Pirineus           | 7 d'abril de 1998     | 1998                                            |
| PS                                   | Daniel Percheron (31/8/1942)         | Daniel Percheron(31/8/1942)          | Nord-Pas-de-Calais        | 13 d'abril de 2001    | 2004                                            |
| PS                                   | Jacques Auxiette (3/12/1940)         | Jacques Auxiette(3/12/1940)          | País del Loira            | 2 d'abril de 2004     | 2004                                            |
| PS                                   | Claude Gewerc (21/6/1947)            | Claude Gewerc(21/6/1947)             | Picardia                  | 2 d'abril de 2004     | 2004                                            |
| PS                                   | Ségolène Royal (22/9/1953)           | Ségolène Royal(22/9/1953)            | Poitou-Charentes          | 2 d'abril de 2004     | 2004                                            |
| PS                                   | Michel Vauzelle (15/8/1944)          |                                      | Provença-Alps-Costa Blava | 23 de març de 1998    | 1998                                            |
| PS                                   | Jean-Jack Queyranne (2/11/1945)      | Jean-Jack Queyranne(2/11/1945)       | Roine-Alps                | 2 d'abril de 2004     | 2004                                            |

### Col·lectivitat Territorial de Còrsega
| -   |                                |                                     |                    |      |
| PCF | Dominique Bucchini (24/1/1943) | President de l'Assemblea de Còrsega | 25 de març de 2010 | 2010 |
| PRG | Paul Giacobbi (4/6/1957)       | President del Consell Executiu      | 25 de març de 2010 | 2010 |

## Regions d'ultramar
| -                 |                               |                  |                    |      |
| PS                | Victorin Lurel (20/8/1951)    | Guadalupe        | 2 d'abril de 2004  | 2004 |
| Maj. presidencial | Rodolphe Alexandre (26/9/195) | Guaiana Francesa | 26 de març de 2010 | 2010 |
| PPM               | Serge Letchimy (13/1/1953)    | Martinica        | 26 de març de 2010 | 2010 |
| UMP               | Didier Robert (26/4/1964)     | Reunió           | 26 de març de 2010 | 2010 |

## Col·lectivitats d'ultramar, Nova Caledònia i Clipperton
| Col·lectivitat                          | Estatut                              | Nom                      | Partit | Des de                 |
| --------------------------------------- | ------------------------------------ | ------------------------ | ------ | ---------------------- |
| Clipperton                              | Administrador                        | Brice Hortefeux          | -      | 23 de juny de 2009     |
| Mayotte                                 | President del consell general        | Ahmed Attoumani Douchina | UMP    | 20 de març de 2008     |
| Nova Caledònia                          | President del govern                 | Philippe Gomès           | CE     | 5 de juny de 2009      |
| Polinèsia Francesa                      | President del govern                 | Gaston Tong Sang         | TTA    | 24 de novembre de 2009 |
| Saint-Barthélemy (Antilles)             | President del consell territorial    | Bruno Magras             | UMP    | Juny de 1995           |
| Saint-Martin                            | President del consell territorial    | Frantz Gumbs             | UMP    | 5 de maig de 2009      |
| Saint-Pierre i Miquelon                 | President del consell territorial    | Stéphane Artano          | AD     | 31 de març de 2006     |
| Terres Australs i Antàrtiques Franceses | Administrador superior               | Rollon Mouchel-Blaisot   | -      | 16 d'octubre de 2008   |
| Wallis i Futuna                         | Administrador superior               | Philippe Paolantoni      | -      | 8 de setembre de 2008  |
| Wallis i Futuna                         | President de l'assemblea territorial | Victor Brial             | UMP    | 11 de desembre de 2007 |